# ستانيمير أندونوف
ستانيمير أندونوف هو لاعب كرة قدم بلغاري في مركز الوسط، ولد في 30 سبتمبر 1989 في بلغاريا. لعب مع نادي دوبرودزا دوبريتش.

## وصلات خارجية
- ستانيمير أندونوف على موقع قاعدة بيانات كرة القدم.إي يو (الإنجليزية)